# Richard Thompson (Musiker)

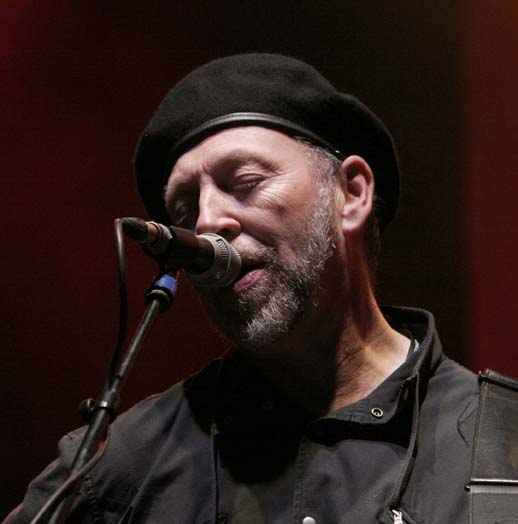
Richard Thompson 2005

Richard John Thompson OBE (* 3. April 1949 in London) ist ein englischer Folk-Rock-Musiker.

## Biografie

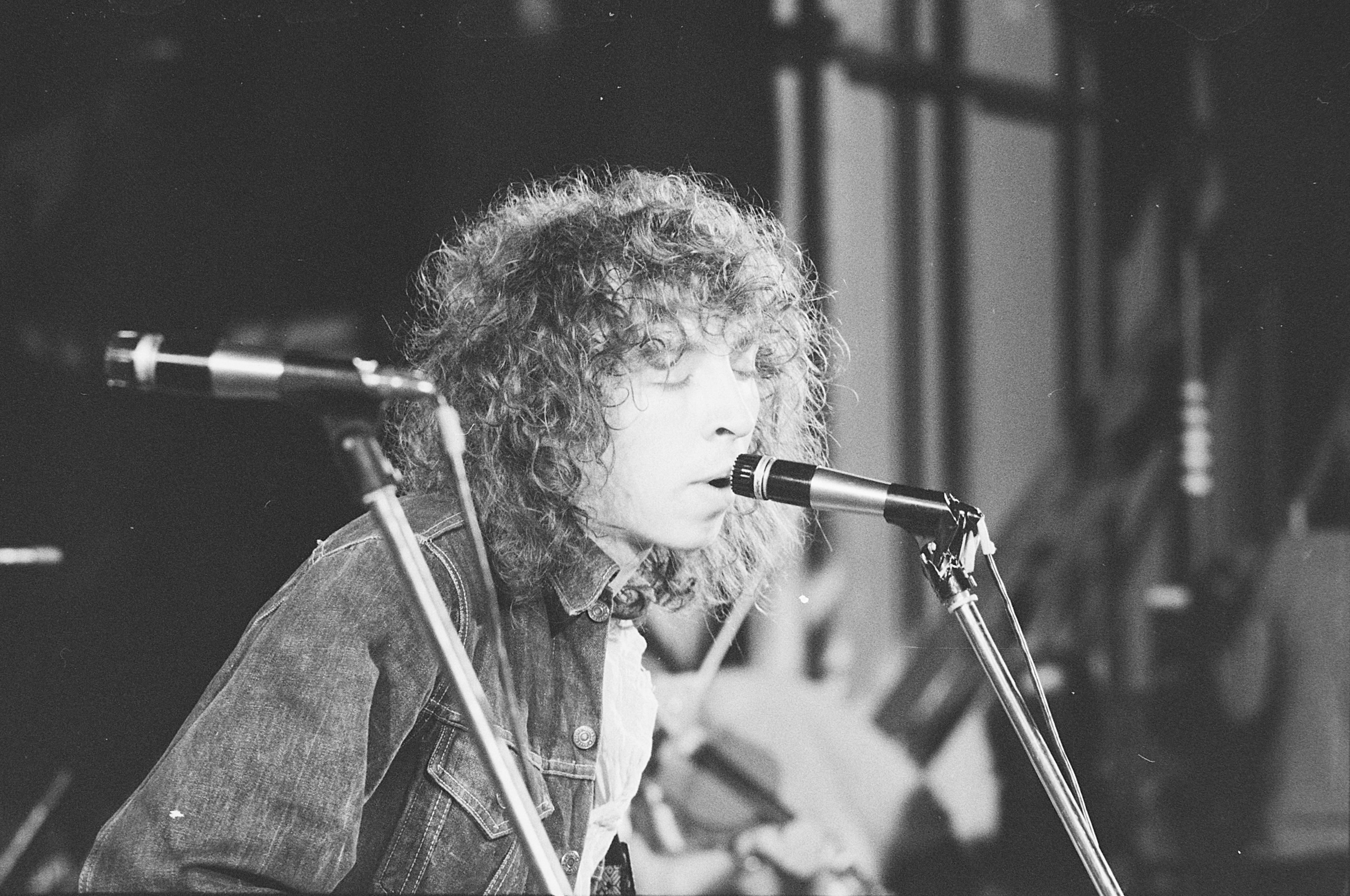
Richard Thompson (mit Fairport Convention, Kralingen 1970)

1967 gehörte Thompson zur Gründungs-Besetzung von Fairport Convention. Er blieb für fünf Studio-Alben und ein Live-Album bei der Band, bis er sich 1971 entschied, eine Solokarriere zu starten. Während der Aufnahmen zu seinem Solodebüt Henry the Human Fly arbeitete Thompson zusätzlich als Studiomusiker für seine ehemaligen Fairport-Convention-Kollegen Sandy Denny und Ian Matthews. Henry the Human Fly kam 1972 auf den Markt, kommerziell ein Flop – Thompson bezeichnete es einmal als das am schnellsten vom Markt genommene Album in der Geschichte seiner amerikanischen Plattenfirma Warner Brothers. Im gleichen Jahr war Thompson außerdem Mitglied der kurzlebigen Folkrock-Formationen The Bunch und Morris On, bei denen verschiedene Größen der englischen Folk-Szene spielten. Ende des Jahres tourte Thompson durch die USA und mit Sandy Denny durch Großbritannien und begann Aufnahmen mit Linda Peters zu machen, die er kurze Zeit später heiratete.
1973 begannen Richard und Linda Thompson mit den Aufnahmen zu ihrem ersten gemeinsamen Album I Want to See the Bright Lights Tonight, das 1974 erschien. Es folgten Hokey Pokey und Pour Down Like Silver im darauf folgenden Jahr. Ende 1975 zogen sich die beiden dann vorübergehend aus der Musikszene zurück, um bei einer muslimischen Gemeinde in der Nähe von London zu leben. Währenddessen veröffentlichte Island Records 1976 zwei Alben, die bisher unveröffentlichte Demobänder und Live-Aufnahmen enthielten; Guitar, Vocal [erschien erst 1984 in den USA] enthielt Stücke von Fairport Convention, Richard und Linda Thompson und zwei, neu eingespielte kurze Instrumentals, während auf Live (More or Less) das komplette Richard und Linda Thompson Album I Want To See The Bright Lights Tonight und einige der Tracks von Guitar, Vocal enthalten sind, Live (More or Less) erschien 1976 nur in den USA und Kanada.

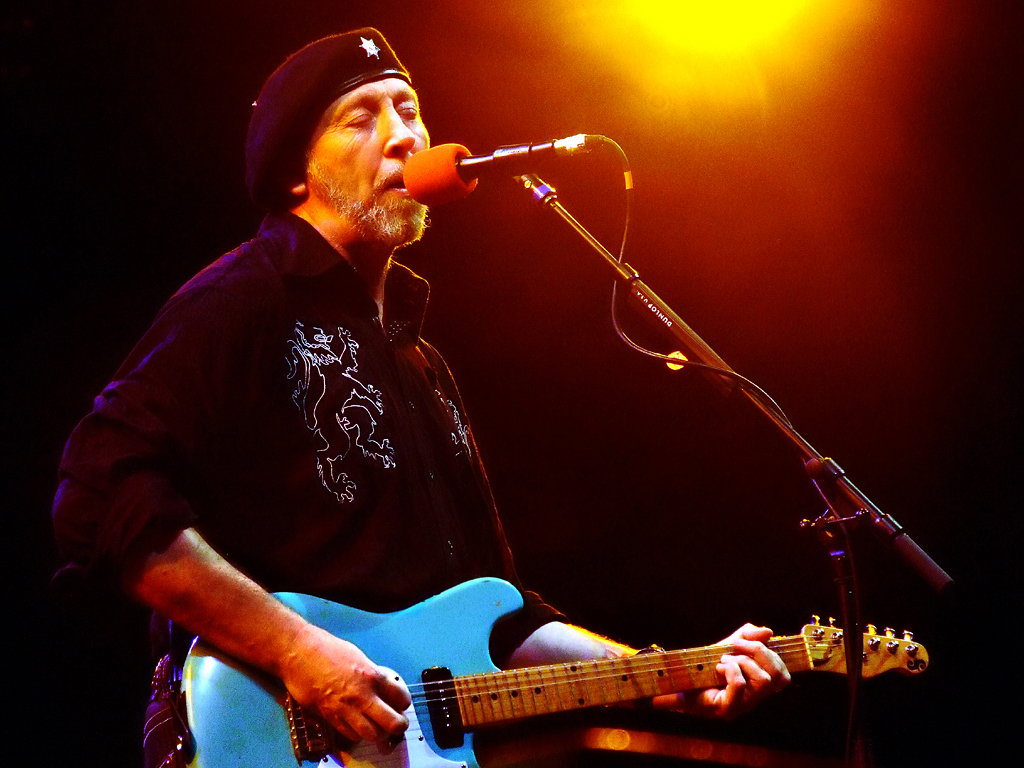
Richard Thompson (2007)

1978 kehrten die Thompsons mit einem neuen Plattenvertrag bei Chrysalis Records ins Studio zurück. Auf First Light ist ein von islamischer Musik beeinflusster britischer Folk-Rock zu hören. Nach der 79er Produktion Sunnyvista wurde das Paar von Chrysalis gefeuert. Für das nächste Album konnten sie Gerry Rafferty als Produzent gewinnen. Thompson war jedoch mit dem Ergebnis nicht zufrieden und ließ es in der Versenkung verschwinden. Ein Teil der Songs erschien später in anderer Produktion auf Shoot Out the Lights und auf Hand of Kindness. Einige Originalaufnahmen erschienen auf Watching the Dark. Thompson nahm stattdessen das rein instrumentale Soloalbum Strict Tempo! auf, das 1981 erschien. Die nächste LP Shoot out the Lights produzierte dann Joe Boyd. Sie wurde 1982 auf dessen Label Hannibal Records veröffentlicht und ist das bis heute bestverkaufte Album von Richard und Linda Thompson. Nur wenig später trennten sich die beiden sowohl auf persönlicher als auch auf musikalischer Ebene voneinander.
Für sein nächstes Solowerk Hand of Kindness, das 1983 auf den Markt kam, blieb Richard Thompson zunächst bei Hannibal. Nur kurz bevor er 1984 das Label verließ, um bei Polydor Records zu unterschreiben, wurde noch Small Town Romance veröffentlicht, auf dem verschiedene akustische Live-Aufnahmen von 1982 zu hören sind. Boyd war der Produzent von Across a Crowded Room, Thompsons Debüt auf Polydor. Das Album war relativ erfolgreich, doch nachdem der 86er Nachfolger Daring Adventures floppte, wurde Thompson ein weiteres Mal gefeuert.
Im Folgejahr arbeitete Thompson an einem Soundtrack für die BBC und tat sich mit John French, Fred Frith und Henry Kaiser zusammen, mit denen er Live, Love, Larf and Loaf aufnahm. 1988 bekam er dann einen neuen Vertrag, diesmal bei Capitol Records, und veröffentlichte noch im gleichen Jahr Amnesia. Nach einem weiteren Album von French, Frith, Kaiser und Thompson und einer Beteiligung an Hard Cash (auf dem verschiedene britische Folk-Interpreten zu hören sind) erschien 1991 schließlich Rumor and Sigh, das ein kommerzieller Erfolg wurde. Es folgte der Soundtrack zum Film Sweet Talker 1992. 1993 veröffentlichten Hannibal Records weitere Thompson-Aufnahmen unter dem Titel Watching the Dark, und danach kamen auf Capitol drei weitere Soloproduktionen Thompsons auf den Markt: Mirror Blue (1994), You? Me? Us? (1995) und Mock Tudor (1999). 2001 wurde Thompson auch von Capitol gefeuert.
1997 hatte sich Thompson mit Danny Thompson zu einem kurzlebigen Duo zusammengeschlossen, das das Konzeptalbum Industry aufnahm. Ferner erschienen auf dem Indie-Label Cooking Vinyl die Alben The Old Kit Bag (2003) und Front Parlour Ballads (2005) sowie eine Reihe von Live-Alben auf verschiedenen Labels. Zudem existieren zwei Richard-Thompson-Tribut-Alben: The World Is a Wonderful Place erschien 1993. Victoria Williams, Christine Collister, Tom Robinson und Plainsong gehören zu den Interpreten, die hier Thompson-Songs spielen. 1994 wurde Beat the Retreat veröffentlicht, auf dem Bands und Musiker wie R.E.M., Bob Mould, X, June Tabor, Bonnie Raitt, Dinosaur Jr. und Martin Carthy Thompson ihr Tribut zollen.
Der Rolling Stone listete Thompson auf Rang 69 der 100 größten Gitarristen aller Zeiten. In einer Liste aus dem Jahr 2003 hatte er Rang 19 belegt.

## Diskografie

### Mit Fairport Convention
- Fairport Convention (1968)
- What We Did on Our Holiday (1968)
- Unhalfbricking (1969)
- Liege and Lief (1969)
- Full House (1970)
- Live at the L. A. Troubadour (aufgenommen 1970, veröffentlicht 1976)
- Live at Broughton Castle (1981)
- The Boot (1983)
- Gladys’ Leap (1985; als Gast auf 1 Titel)
- Expletive Delighted (1986; als Gast auf 1 Titel)
- The Other Boot (1986)
- The Third Leg (1987)
- 25th Anniversary Concert (1992)
- The Cropredy Box (1997)
- Cropredy 2002: Another Year Another Palindrome (2002)
- Fairport UnConventional (Free Reed 4-CD-Box; 2003)
- Cropredy Capers (Free Reed 4-CD-Box; 2005)

### Mit The Bunch
- The Bunch (1972)

### Mit Morris On
- Morris On (1972)

### Mit Linda Thompson
- I Want to See the Bright Lights Tonight (1974, Platz 479 der Rolling-Stone-500 (2004), UK: Silber)[5]
- Hokey Pokey (1975)
- Pour Down Like Silver (1975)
- Live (More or Less) (1976, Live- und Studio-Aufnahmen)
- First Light (1978)
- Sunnyvista (1979)
- Shoot Out the Lights (1982, Platz 333 der Rolling-Stone-500 (2004))
- Strange Affair (1994, Live-Album)
- The End of the Rainbow (2000)
- Hard Luck Stories (1972–1982) (2020)

### Mit David Thomas & the Pedestrians
- Variations on a Theme (1983)

### Mit French, Frith, Kaiser, Thompson
- Live, Love, Larf and Loaf (1987)
- Invisible Means (1990)

### Mit The GP’s (Richard Thompson, Ralph McTell, Dave Pegg, Dave Mattacks)
- Saturday Rolling Around (1991, aufgenommen live in Broughton Castle, Oxfordshire, 14. August 1981)

### Mit Ashley Hutchings’ Big Beat Combo
- Twangin’ n’ A-Traddin’ (1994)

### Mit Danny Thompson
- Industry (1997)

### Mit Philip Pickett
- The Bones of All Men (1998)

### Solo
- Henry the Human Fly (1972)
- Guitar, Vocal (1976, Live- und Studio-Aufnahmen)
- Strict Tempo! (1981)
- Hand of Kindness (1983)
- Small Town Romance (1984, Live-Aufnahmen)
- Across a Crowded Room (1985)
- Daring Adventures (1986)
- Amnesia (1988)
- Rumor and Sigh (1991)
- Sweet Talker: Original Music from the Movie (1992)
- Watching the Dark (1993)
- Mirror Blue (1994)
- Live at Crawley 1993 (1995, Live-Album)
- You? Me? Us? (1996)
- Two Letter Words (1996, Live-Album)
- Industry (1997)
- Celtschmerz(1998)
- Mock Tudor (1999)
- Action Packed - The Best of the Capitol Years (2001)
- Guitar, Vocal (2002)
- Semi-Detached Mock Tudor (2002, Live-Album)
- The Old Kit Bag (2003)
- 1000 Years of Popular Music (2003, Live-Album)
- More Guitar (2003, Live-Album)
- Ducknapped (2003, Live-Album)
- The Chrono Show (2004, Live-Album)
- Faithless (2004, Live-Album)
- Live from Austin, TX (2005, Live-Album)
- Front Parlour Ballads (2005)
- Grizzly Man (2005, Original Soundtrack des Films von Werner Herzog)
- Some Enchanted Evenings (2006, Live-Album, MFSL)
- Sweet Warrior (Mai 2007)
- Live Warrior (2009, Live-Album)
- Walking on a Wire (2009)
- Dream Attic (2010)
- Electric (2013)
- Acoustic Classics (2014)
- Still (2015)
- 13 Rivers (2018)
- Ship to Shore (2024)

### Chartplatzierungen
| Jahr | Titel                         | Höchstplatzierung, Gesamtwochen, AuszeichnungChartplatzierungen (Jahr, Titel, Platzierungen, Wochen, Auszeichnungen, Anmerkungen) | Höchstplatzierung, Gesamtwochen, AuszeichnungChartplatzierungen (Jahr, Titel, Platzierungen, Wochen, Auszeichnungen, Anmerkungen) | Höchstplatzierung, Gesamtwochen, AuszeichnungChartplatzierungen (Jahr, Titel, Platzierungen, Wochen, Auszeichnungen, Anmerkungen) | Höchstplatzierung, Gesamtwochen, AuszeichnungChartplatzierungen (Jahr, Titel, Platzierungen, Wochen, Auszeichnungen, Anmerkungen) | Anmerkungen              |
| Jahr | Titel                         | DE | CH | UK | US | Anmerkungen              |
| ---- | ----------------------------- | --- | --- | --- | --- | ------------------------ |
| 1983 | Hand of Kindness              | — | — | — | US186 (5 Wo.)US |                          |
| 1985 | Across a Crowded Room         | — | — | UK80 (2 Wo.)UK | US102 (13 Wo.)US |                          |
| 1986 | Daring Adventures             | — | — | UK92 (1 Wo.)UK | US142 (6 Wo.)US |                          |
| 1988 | Amnesia                       | — | — | UK89 (1 Wo.)UK | US182 (5 Wo.)US |                          |
| 1991 | Rumor and Sigh                | — | — | UK32 (3 Wo.)UK | — |                          |
| 1994 | Mirror Blue                   | — | — | UK23 (3 Wo.)UK | US109 (3 Wo.)US |                          |
| 1996 | You? Me? Us?                  | — | — | UK32 (2 Wo.)UK | US97 (1 Wo.)US |                          |
| 1997 | Industry                      | — | — | UK69 (1 Wo.)UK | — | Richard & Danny Thompson |
| 1999 | Mock Tudor                    | — | — | UK28 (2 Wo.)UK | — |                          |
| 2003 | The Old Kit Bag               | — | — | UK52 (1 Wo.)UK | US121 (2 Wo.)US |                          |
| 2005 | Front Parlour Ballads         | — | — | UK54 (2 Wo.)UK | US197 (1 Wo.)US |                          |
| 2007 | Sweet Warrior                 | — | — | UK39 (2 Wo.)UK | US111 (1 Wo.)US |                          |
| 2010 | Dream Attic                   | — | — | UK20 (2 Wo.)UK | US83 (1 Wo.)US |                          |
| 2013 | Electric                      | DE94 (1 Wo.)DE | — | UK16 (3 Wo.)UK | US75 (2 Wo.)US |                          |
| 2014 | Acoustic Classics             | — | — | UK16 (3 Wo.)UK | US103 (1 Wo.)US |                          |
| 2015 | Still                         | DE91 (1 Wo.)DE | — | UK10 (3 Wo.)UK | US82 (1 Wo.)US |                          |
| 2017 | Acoustic Classics 2           | — | — | UK24 (1 Wo.)UK | — |                          |
| 2017 | Acoustic Rarities             | — | — | UK84 (1 Wo.)UK | — |                          |
| 2018 | 13 Rivers                     | — | CH96 (1 Wo.)CH | UK18 (1 Wo.)UK | — |                          |
| 2020 | Hard Luck Stories (1972–1982) | DE57 (1 Wo.)DE | — | — | — | mit Linda Thompson       |
| 2024 | Ship to Shore                 | — | CH95 (1 Wo.)CH | UK46 (1 Wo.)UK | — |                          |